# Audnedal
Audnedal (historisch ook Undal)  was een gemeente in de Noorse provincie Vest-Agder. De gemeente telde op 1 april 2013 1.729 inwoners.
Audnedal grensde aan de gemeente Åseral en de toenmalige provincie Aust-Agder in het noorden, aan de gemeente Marnardal in het oosten, Lindesnes in het zuiden en Lyngdal en Hægebostad in het westen.
De gemeente werd gevormd in 1964 uit de samenvoeging van de voormalige gemeenten Grindheim, Konsmo en een klein deel van Bjelland. Per 1 januari 2020 werd de gemeente samengevoegd met Lyngdal die ging deel uitmaken van de nieuwe provincie Agder.

## Vervoer
De gemeente wordt ontsloten door RV 460 die Håland verbindt met Lindesnes. Tevens heeft de gemeente in Konsmo een station aan de spoorlijn tussen Kristiansand en Stavanger.

## Foto's

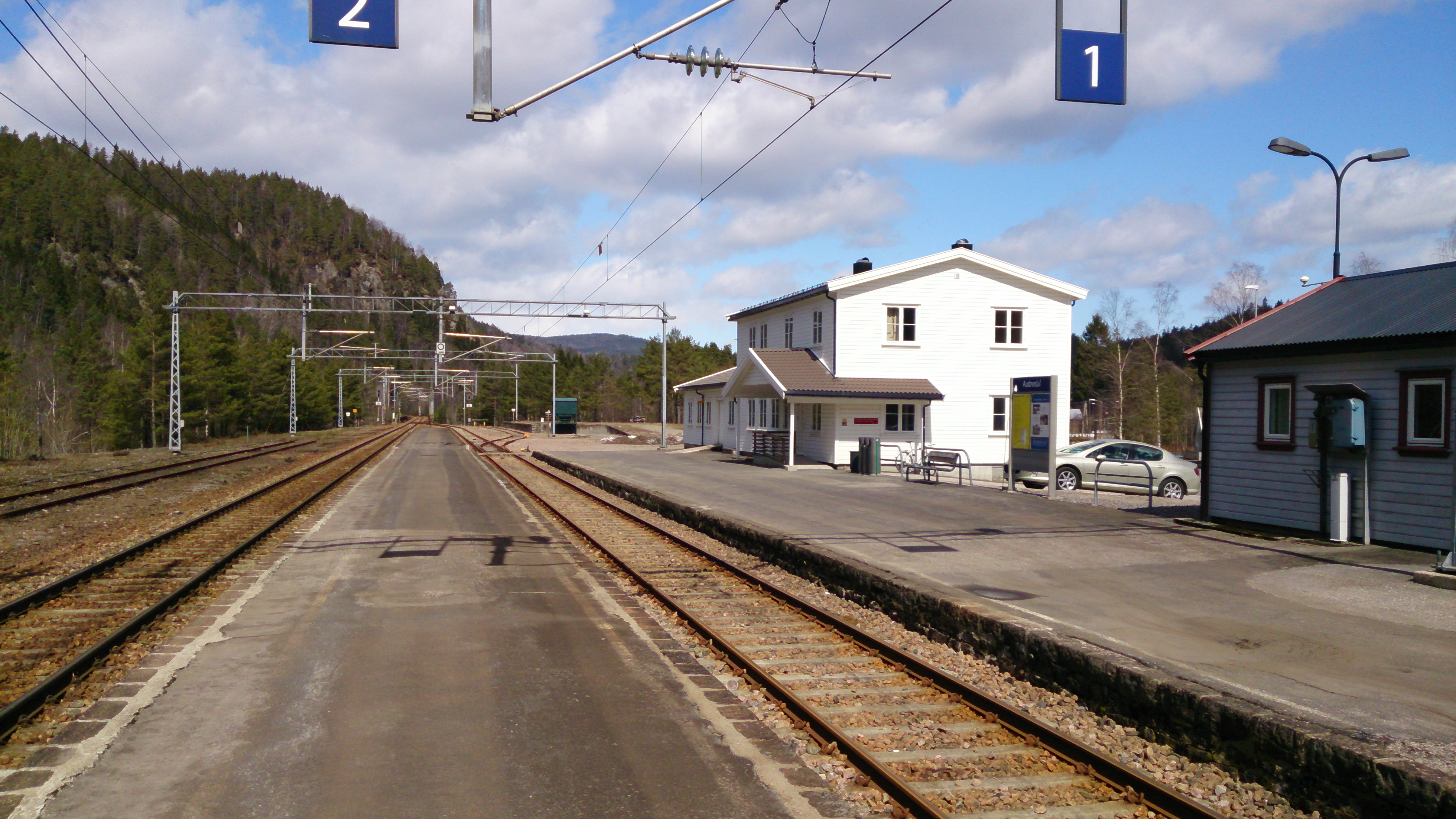
Station Audnedal
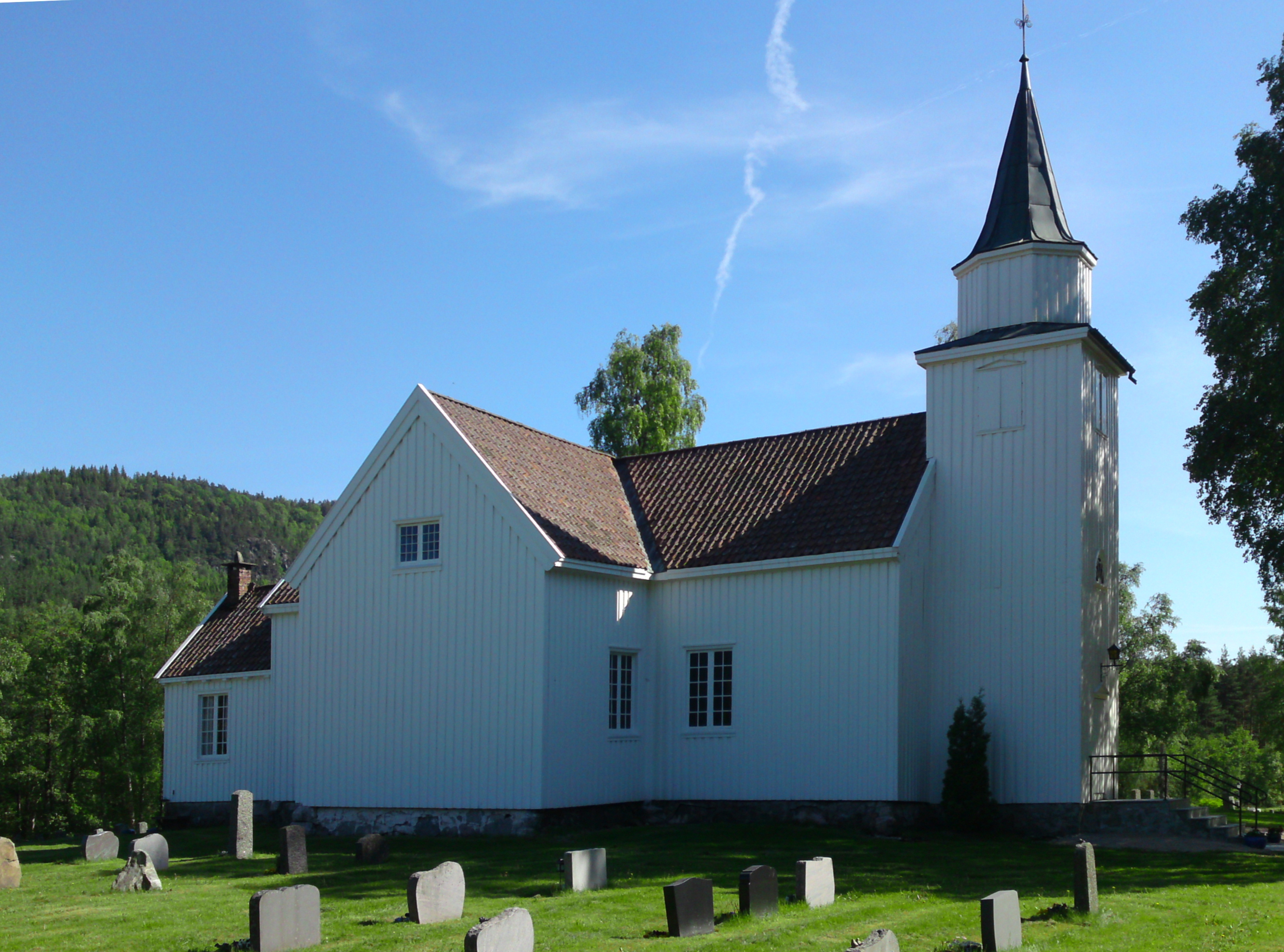
Kerk in Grindheim
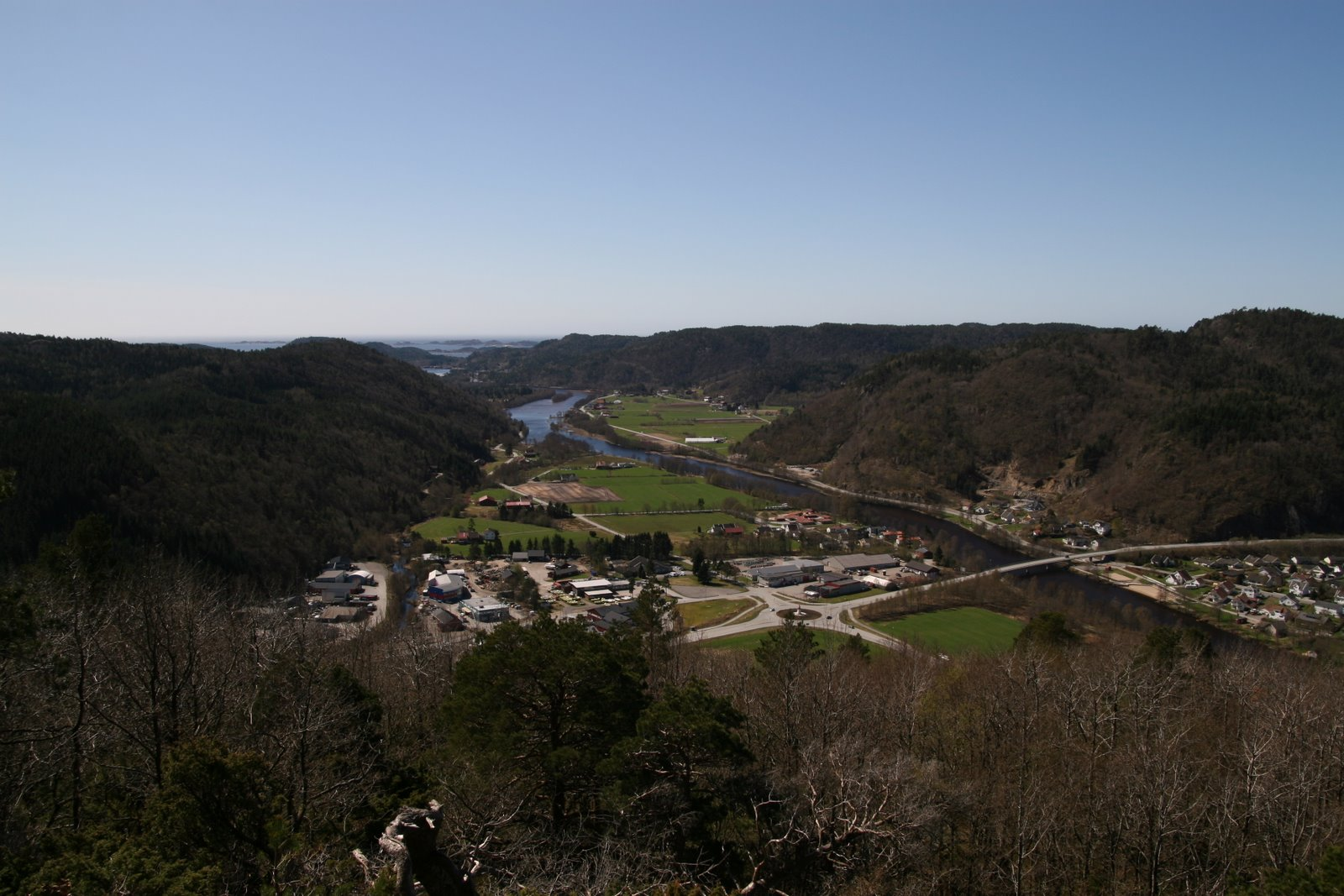
Audnedal, zuidelijke deel

Åseral · Audnedal · Farsund · Flekkefjord · Hægebostad · Kristiansand · Kvinesdal · Lindesnes · Lyngdal · Mandal · Marnardal · Sirdal · Søgne · Songdalen · Vennesla

Gemeenten in de provincie bij de opheffing op 1 januari 2020